# アナウンサーのディープな夜
『アナウンサーのディープな夜』（アナウンサーのディープなよる）は、NHKラジオ第1で2017年4月24日から2018年3月28日まで放送されていた、NHKアナウンサーによるラジオのトーク番組。

## 概要
この番組ではNHKの全国54の放送局にいる、およそ500人のアナウンサーから、その日のテーマに基づき、そのジャンルに詳しい3人を選び、ゲストとともにトークを繰り広げるもので、リスナーから寄せられるツイッターやメールも紹介する。
本番組については、2016年8月17日（20:05～21:55）にプロトタイプ版が放送されたことがあり、岡田圭右（ますだおかだ）、三輪秀香（NHKアナウンサー）が総合司会を務め、第1部の20時台は『新幹線対決』と題し、ゲストに向谷実（音楽家）を迎え、鉄道ファンを自認するアナウンサー3人（塚原泰介、山本志保、近田雄一）が新幹線について語り合い、第2部の21時台には『昭和アニソン対決』と題してゲストに水木一郎（歌手）を迎え、アニソンおたくを自認する塩澤大輔、藤井彩子、松岡忠幸のアナウンサー3人によるトークバトルが繰り広げられた。

## テレビでの放送
ラジオでの放送終了前々日となる2018年3月24日に、NHK総合テレビで特別番組が放送された。司会はラジオ版と同じく増田英彦（ますだおかだ）と 雨宮萌果（NHKアナウンサー）が務めた。
テーマはギターで、マーティ・フリードマンをゲストに招き、ギターを趣味にする武田真一、永井伸一、高山哲哉の3アナが登場してギターの魅力をプレゼンした。特に武田は自らギターで『ブラックバード』（ザ・ビートルズ）を演奏した。またVTRで久保田祐佳、杉浦友紀の女性アナウンサー2名も出演。

## 放送時間
- ラジオレギュラー版：毎月最終月曜日 20:05 - 20:55
- テレビスペシャル版：2018年3月24日 23:25 - 24:00

## パーソナリティ
- 増田英彦（ますだおかだ）
- 雨宮萌果（NHKアナウンサー）